# Soy el número cuatro (película)
I Am Number Four (en español: Soy el número cuatro) es una película estadounidense de ciencia ficción de 2011, dirigida por D.J. Caruso y protagonizada por Alex Pettyfer, Timothy Olyphant, Teresa Palmer, Dianna Agron, Kevin Durand y Callan McAuliffe. La película está basada en la novela Soy el número cuatro, el primer libro de una serie de seis titulada Los legados de Lorien y escrita por Pittacus Lore (seudónimo de Jobie Hughes y James Frey), y publicado por HarperCollins. El guion fue adaptado por Al Gough y Miles Millar. Michael Bay produjo la película a través de DreamWorks Studios. Fue estrenada el 18 de febrero de 2011.

## Argumento
Después de que su mundo, Lorien, haya sido destruido por seres de otro planeta, los Mogadore, nueve jóvenes lorienses con extraordinarios legados, los Garde, se esconden en la Tierra. Uno de ellos, el cuarto del grupo y que se hace llamar John Smith (Alex Pettyfer), descubre que no está a salvo: sus enemigos se encuentran en la Tierra, han acabado con los tres anteriores, y le siguen los pasos para dar con él. Para intentar no ser descubierto el joven cuenta con la ayuda de su cêpan, un guardián que le protege, Henri (Timothy Olyphant). Siempre huyendo los dos haciéndose pasar por padre e hijo, una noche en la playa mientras nadaba en su pierna empezó a brillar un símbolo circular el cual era representación de la muerte del tercer superviviente de Lorien y como mucha gente que estaba en la playa fue testigo del suceso tuvieron que irse del lugar. El nuevo destino de ambos es Paradise, un pequeño pueblo de Ohio donde John conoce a la joven Sarah (Dianna Agron), por la que pronto comienza a sentir una gran atracción, también a un solitario Sam el cual junto con su padre desaparecido buscaban pistas e investigaban de extraterrestres. Un día, durante clases, las manos de John comienzan a brillar y sale inmediatamente del salón para esconderse en un armario donde Henri lo va a buscar y le explica que es el comienzo de sus legados.

## Reparto
- Alex Pettyfer  como Cuatro / John Smith.
- Timothy Olyphant  como Henri, cêpan de John.
- Dianna Agron  como Sarah Hart.
- Kevin Durand  como el comandante Mog.
- Teresa Palmer  como Seis / Jane Doe.
- Jake Abel como Mark James.
- Callan McAuliffe  como Sam Goode / Sam Spellman.
- Judith Hoag como Kim.
- Emily Wickersham como Nicole.
- Patrick Sebes como Kevin.
- Aaron Eckhart  como General Richard Miller
- Jeff Hochendoner como el sheriff James.

## Producción

### Desarrollo
El productor y director Michael Bay llevó la serie de libros Los legados de Lorien a Stacey Snider y Steven Spielberg en DreamWorks, que compró los derechos cinematográficos en junio de 2009, con la intención de contar con Bay para producir y posiblemente dirigir el proyecto. Al Gough y Miles Millar, los creadores de la serie de televisión Smallville, fueron contratados para escribir el guion en agosto de 2009. Chris Bender, JC Spink y David Valdés son los productores ejecutivos del filme. La película fue distribuida por Walt Disney Pictures.

### Rodaje
La filmación comenzó el 17 de mayo de 2010, usando 20 lugares dentro de toda la zona metropolitana de Pittsburgh. DreamWorks seleccionó la zona debido principalmente a los incentivos fiscales de la Pennsylvania Film Production Tax Credit. El estudio de cine también tuvo una experiencia positiva durante la filmación de She's Out of My League en Pittsburgh en el 2008. La producción estuvo programada para durar de 12 a 13 semanas.